# Ildebrando Pizzetti
Ildebrando Pizzetti, född 20 september 1880 i Parma, död 13 februari 1968 i Rom, var en italiensk tonsättare.

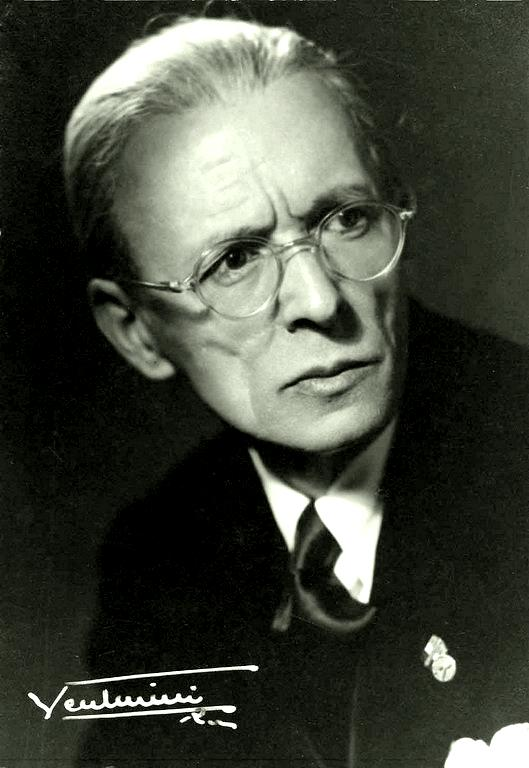
Ildebrando Pizzetti

Pizzetti var en av de mest respekterade italienska kompositörerna i sin generation, men har i viss mån nedvärderats av eftervärlden, delvis på grund av sin naturliga konservatism i en tidsanda av experimenterande. Han var dock både mångsidig och produktiv, en ambitiös operakompositör och har berikat repertoaren framförallt för kör och sång, men även kammarmusik.

## Biografi
Ildebrando Pizzetti studerade för Giovanni Tebaldini vid konservatoriet i Parma och bedrev musikhistoriska studier vid stadens universitet. Han blev 1908 lärare i komposition vid konservatoriet i Florens och var 1917–1923 rektor där, varefter han innehade samma befattning vid konservatoriet i Milano från 1924. År 1936 blev Pizzetti direktor för Accademia Nazionale di Santa Cecilia i Rom.

## Verk (urval)

### Kör
- Messa di Requiem, kör a cappella, 1922–1923

### Kammarmusik
2 stråkkvartetter

### Opera
Över 20 operor, bl.a.
- Dèbora e Jaéle, 1922
- Assassinio nella cattedrale, 1958
- Clitennestra (eget libretto) uruppförd på La Scala, Milano, 1965